# Barlieu
Barlieu és un municipi francès, situat al departament de Cher i a la regió de Centre – Vall del Loira. L'any 2007 tenia 401 habitants.

## Demografia

### Població
El 2007 la població de fet de Barlieu era de 401 persones. Hi havia 173 famílies, de les quals 63 eren unipersonals (8 homes vivint sols i 55 dones vivint soles), 63 parelles sense fills, 43 parelles amb fills i 4 famílies monoparentals amb fills.
La població ha evolucionat segons el següent gràfic:
Habitants censats

### Habitatges
El 2007 hi havia 299 habitatges, 185 eren l'habitatge principal de la família, 81 eren segones residències i 33 estaven desocupats. 293 eren cases i 3 eren apartaments. Dels 185 habitatges principals, 150 estaven ocupats pels seus propietaris, 30 estaven llogats i ocupats pels llogaters i 5 estaven cedits a títol gratuït; 4 tenien una cambra, 15 en tenien dues, 42 en tenien tres, 55 en tenien quatre i 68 en tenien cinc o més. 130 habitatges disposaven pel capbaix d'una plaça de pàrquing. A 89 habitatges hi havia un automòbil i a 70 n'hi havia dos o més.

### Piràmide de població
La piràmide de població per edats i sexe el 2009 era:
| Homes | Edats   | Dones |
| ----- | ------- | ----- |
| 0     | 95 o +  | 4     |
| 0     | 90 a 94 | 0     |
| 8     | 85 a 89 | 4     |
| 4     | 80 a 84 | 0     |
| 8     | 75 a 79 | 20    |
| 8     | 70 a 74 | 12    |
| 24    | 65 a 69 | 8     |
| 24    | 60 a 64 | 24    |
| 4     | 55 a 59 | 4     |
| 8     | 50 a 54 | 20    |
| 12    | 45 a 49 | 8     |
| 8     | 40 a 44 | 8     |
| 12    | 35 a 39 | 0     |
| 20    | 30 a 34 | 20    |
| 4     | 25 a 29 | 16    |
| 8     | 20 a 24 | 4     |
| 0     | 15 a 19 | 8     |
| 4     | 10 a 14 | 20    |
| 0     | 5 a 9   | 4     |
| 8     | 0 a 4   | 8     |

## Economia
El 2007 la població en edat de treballar era de 229 persones, 171 eren actives i 58 eren inactives. De les 171 persones actives 156 estaven ocupades (82 homes i 74 dones) i 15 estaven aturades (7 homes i 8 dones). De les 58 persones inactives 41 estaven jubilades, 10 estaven estudiant i 7 estaven classificades com a «altres inactius».

### Ingressos
El 2009 a Barlieu hi havia 185 unitats fiscals que integraven 402 persones, la mediana anual d'ingressos fiscals per persona era de 17.245 €.

### Activitats econòmiques
Dels 16 establiments que hi havia el 2007, 1 era d'una empresa alimentària, 1 d'una empresa de fabricació d'altres productes industrials, 3 d'empreses de construcció, 2 d'empreses de comerç i reparació d'automòbils, 1 d'una empresa d'hostatgeria i restauració, 2 d'empreses d'informació i comunicació, 4 d'empreses de serveis i 2 d'empreses classificades com a «altres activitats de serveis».
Dels 2 establiments de servei als particulars que hi havia el 2009, 1 era un guixaire pintor i 1 electricista.
Dels 3 establiments comercials que hi havia el 2009, 1 era una botiga de més de 120 m², 1 una botiga de menys de 120 m² i 1 una joieria.
L'any 2000 a Barlieu hi havia 18 explotacions agrícoles que ocupaven un total de 1.680 hectàrees.

## Equipaments sanitaris i escolars
El 2009 hi havia una escola elemental integrada dins d'un grup escolar amb les comunes properes formant una escola dispersa.

## Poblacions més properes
El següent diagrama mostra les poblacions més properes.